# 黑點兔脂鯉
黑點兔脂鯉，為輻鰭魚綱脂鯉目脂鯉亞目上口脂鯉科的其中一個種，分布於南美洲Approuague與Oyapock河流域，體長可達28公分，棲息在底中層水域，生活習性不明。